# جسی جین
سینتیا ان هاول (به انگلیسی: Cynthia Ann Howell) (۱۶ ژوئیهٔ  ۱۹۸۰ – ۲۴ ژانویهٔ ۲۰۲۴) که به اشتباه سیندی تیلور (به انگلیسی: Cindy Taylor) هم گفته‌شده، با نام هنری جِسی جِین (به انگلیسی: Jesse Jane)، یک بازیگر پورنوگرافی و مدل فتیش سابق اهل ایالات متحده آمریکا بود. وی جوایز و نامزدی‌های متعددی در حرفه‌اش در صنعت بزرگسالان داشت که از جمله آنها می‌توان انتصاب در تالار مشاهیر ای‌وی‌ان و ایکس‌آرسی‌او اشاره کرد.

## اوایل زندگی
جسی جین با نام سینتیا ان هاول در ۱۶ ژوئیه ۱۹۸۰، در فورت وورث، تگزاس متولد شد. او زاده خانواده‌ای نظامی و در پایگاه‌های متعددی در ایالت‌های غرب میانه آمریکا بزرگ شد. او به‌طور گسترده به یادگیری رقص پرداخت و در دبیرستانش در رز هیل، کانزاس، هلهله‌چی تیم مدرسه بود. او از دبیرستان مور در مور، اکلاهما در سال ۱۹۹۸ فارغ‌التحصیل شد.

## حرفه
جسی جین یک مقاله می‌خواند که در آن نوشته شده بود ترا پاتریک در دیجیتال پلی‌گراوند کار می‌کند، پس از خواندن مقاله فوراً با آن‌ها تماس گرفت و قرارداد امضا کرد. نخستین صحنه‌ای که وی در آن حضور داشت، همراه با دوون در فیلم بدون محدودیت (به انگلیسی: No Limits) بود.
در مارس ۲۰۰۶ جین و کرستن پرایس میزبان پرطرفدارترین نمایش زنده تلویزیون پلی‌بوی، تماس‌های شبانه (به انگلیسی: Night Calls) شدند. به علاوه، جین همچنین میزبان برنامه ویدئوهای خانگی غیرحرفه‌ای شیطنت‌آمیز (به انگلیسی: Naughty Amateur Home Videos) پلی‌بوی بود.

## زندگی خصوصی
جسی جین در سال ۲۰۰۰ صاحب یک بچه شد. وی در سال ۲۰۰۵ گفت که با بازیگر پورنوگرافی ریچ تیلور ازدواج کرد. آن‌ها در اکلاهما سیتی زندگی می‌کردند. در ۱ مارس ۲۰۱۲ وی در توییتر اعلام کرد که به‌طور رسمی طلاق گرفتند. در ۱۵ اکتبر ۲۰۱۲ دوباره در توئیتر اعلام کرد که با مربی شخصی خود مایکل جیووانی نامزد کرد.
جین خود را دوجنسگرا توصیف کرد. در ۲۰۰۴ وی در نمایش هُوارد استرن گفت که به علت ابتلا به سرطان دهانه رحم، جراحی هیسترکتومی کرد.

## مرگ
در ۲۴ ژانویه ۲۰۲۴، جین و دوست‌پسر او (Brett Hasenmuller) به علت بیش‌مصرفی (اُوِردوز) مواد مخدر در خانه خود در مور، اکلاهما جان باختند.

## جوایز و نامزدی‌ها
| سال  | دستاورد  | جایزه                                  | اثر                             | برندگان/نامزدها                                                                           |
| ---- | -------- | -------------------------------------- | ------------------------------- | ----------------------------------------------------------------------------------------- |
| ۲۰۰۴ | نامزدشده | بهترین ستاره جدید                      | —                               | —                                                                                         |
| ۲۰۰۴ | نامزدشده | بهترین عملکرد طنازی کردن               | Erotique                        | —                                                                                         |
| ۲۰۰۵ | نامزدشده | بهترین بازیگر نقش اول زن               | Loaded                          | —                                                                                         |
| ۲۰۰۶ | نامزدشده | بهترین بازیگر نقش اول زن               | دزدان دریایی                    | —                                                                                         |
| ۲۰۰۶ | برنده    | بهترین صحنه سکس تماماً دختر – ویدئو     | دزدان دریایی                    | جنین لیندمولدر                                                                            |
| ۲۰۰۶ | نامزدشده | بهترین صحنه سکس تماماً دختر – ویدئو     | دزدان دریایی                    | کارمن لوانا                                                                               |
| ۲۰۰۶ | نامزدشده | بهترین صحنه سکس دهانی – ویدئو          | دزدان دریایی                    | اسکات نیلز                                                                                |
| ۲۰۰۶ | نامزدشده | ستاره دورگه سال                        | —                               | —                                                                                         |
| ۲۰۰۷ | نامزدشده | ستاره دورگه سال                        | —                               | —                                                                                         |
| ۲۰۰۷ | نامزدشده | ستاره قراردادی سال                     | دیجیتال پلی‌گراوند               | —                                                                                         |
| ۲۰۰۷ | برنده    | بهترین صحنه سکس تماماً دختر – ویدئو     | Island Fever 4                  | تیگان پرسلی، جین کوا و سوفیا سانتی                                                        |
| ۲۰۰۸ | نامزدشده | بهترین صحنه سکس گروهی – ویدئو          | Naked Aces 2                    | ربکا لینارس، بریانا لاو و مارکو باندراس                                                   |
| ۲۰۰۸ | نامزدشده | ستاره تغییر جهت داده سال جنا جیمسون    | —                               | —                                                                                         |
| ۲۰۰۸ | نامزدشده | بازیگر زن سال                          | —                               | —                                                                                         |
| ۲۰۰۹ | نامزدشده | بازیگر زن سال                          | —                               | —                                                                                         |
| ۲۰۰۹ | نامزدشده | ستاره تغییر جهت داده سال جنا جیمسون    | —                               | —                                                                                         |
| ۲۰۰۹ | نامزدشده | بهترین هنرپیشه زن                      | دزدان دریایی ۲: انتقام استاگنتی | —                                                                                         |
| ۲۰۰۹ | برنده    | بهترین صحنه سکس زوج‌های تماماً دختر      | دزدان دریایی ۲: انتقام استاگنتی | بلادونا                                                                                   |
| ۲۰۰۹ | برنده    | بهترین صحنه سکس گروهی تماماً دختر       | Cheerleaders                    | شی جردن، استویا، ایدریانا لین، بریانا لاو، لکسی تایلر، ممفیس مونرو، سوفیا سانتی و پریا ری |
| ۲۰۰۹ | نامزدشده | بهترین صحنه سکس زوج‌ها                  | Cheerleaders                    | مانوئل فررا                                                                               |
| ۲۰۰۹ | نامزدشده | بهترین عملکرد طنازی کردن               | Cheerleaders                    | —                                                                                         |
| ۲۰۰۹ | نامزدشده | بهترین صحنه سکس سه‌طرفه                 | Jesse Jane: Kiss Kiss           | جنا هیز و چارلز دیرا                                                                      |
| ۲۰۱۰ | نامزدشده | بهترین صحنه سکس زوج‌ها                  | Jesse Jane: Atomic Tease        | اسکات نیلز                                                                                |
| ۲۰۱۰ | نامزدشده | بهترین صحنه سکس گروهی                  | Nurses                          | کاتسونی، شی جردن، استویا، رایلی استیل و اریک اورهارد                                      |
| ۲۰۱۰ | نامزدشده | بهترین صحنه سکس سه‌طرفه                 | Nurses                          | رایلی استیل و مانوئل فررا                                                                 |
| ۲۰۱۰ | نامزدشده | بازیگر زن سال                          | —                               | —                                                                                         |
| ۲۰۱۱ | نامزدشده | ستاره تغییر جهت داده سال               | —                               | —                                                                                         |
| ۲۰۱۱ | برنده    | بهترین صحنه سکس گروهی تماماً دختر       | Body Heat                       | کیدن کراس، رایلی استیل، کاتسونی و ریون الکسیس                                             |
| ۲۰۱۱ | برنده    | جایزه طرفداران - وحشیانه‌ترین صحنه سکس  | Body Heat                       | کیدن کراس، رایلی استیل، کاتسونی و ریون الکسیس                                             |
| ۲۰۱۲ | برنده    | بهترین بازیگر نقش مکمل                 | Fighters                        | —                                                                                         |
| ۲۰۱۲ | نامزدشده | بهترین صحنه سکس پسر/دختر               | Fighters                        | اسکات نیلز                                                                                |
| ۲۰۱۲ | نامزدشده | بهترین صحنه سکس گروهی                  | Babysitters 2                   | رایلی استیل، کیدن کراس، استویا، بیبی جونز و مانوئل فررا                                   |
| ۲۰۱۲ | نامزدشده | بهترین صحنه سکس گروهی                  | Top Guns                        | کیدن کراس، رایلی استیل، استویا، سلنا رز و تامی گان                                        |
| ۲۰۱۲ | نامزدشده | بهترین صحنه سکس سه‌طرفه (دختر/دختر/پسر) | Assassins                       | بیبی جونز و مانوئل فررا                                                                   |
| ۲۰۱۲ | نامزدشده | ستاره تغییر جهت داده سال               | —                               | —                                                                                         |
| ۲۰۱۲ | نامزدشده | بازیگر زن سال                          | —                               | —                                                                                         |
| ۲۰۱۲ | نامزدشده | شرم‌آورترین صحنه سکس                    | Bad Girls 6                     | تامی گان                                                                                  |
| ۲۰۱۲ | نامزدشده | بهترین وبسایت پورن استار               | وبسایت جسی جین (JesseJane.com)  | —                                                                                         |
| ۲۰۱۲ | برنده    | جایزه طرفداران - داغ‌ترین صحنه سکس      | Babysitters 2                   | رایلی استیل، کیدن کراس، استویا، بیبی جونز و مانوئل فررا                                   |
| ۲۰۱۳ | نامزدشده | بهترین صحنه سکس گروهی                  | Nurses 2                        | رایلی استیل، کیدن کراس، سلنا رز و مانوئل فررا                                             |
| ۲۰۱۳ | برنده    | تالار مشاهیر                           | —                               | —                                                                                         |
| ۲۰۱۴ | نامزدشده | بهترین هنرپیشه زن                      | Code of Honor                   | —                                                                                         |
| ۲۰۱۴ | نامزدشده | بهترین صحنه سکس گروهی                  | Bridesmaids                     | استویا، کیدن کراس، بروکلین لی و جانی سینز                                                 |
| ۲۰۱۵ | نامزدشده | بهترین صحنه سکس دختر/دختر              | 4Ever                           | بانی راتن                                                                                 |